# Источники по истории белорусской православной церкви в архивах Ватикана
Источники по истории белорусской православной церкви в архивах Ватикана — совокупное название важных исторических документов, находящихся во владении Святого престола. Большинство из них представляют большую пользу для историков. Данные этих источников касаются как православных русских княжеств, так и ВКЛ с Речью Посполитой.
Документы находятся в фондах исторического архива Конгрегации пропаганды веры в Риме (Archivum S.Congregationis de Propaganda Fide — APF). Конгрегация была основана папой Григорием XV в 1622 как верховный центральный орган по делам расширения католического вероисповедания. Эта цель была достигнута путём объединения православных и протестантских церквей с Римом и миссионерской деятельностью среди язычников. Архив Конгрегации пропаганды веры, основанный в начале её деятельности, содержит протоколы заседаний этого органа, его решения и инструкции, письма папских нунциев, епископов и светских лиц. Некоторые части комплектов документов этого архива содержат целые тома, касающиеся дел православной и униатской церквей в Речи Посполитой.
Самые важные фонды находятся в следующих сериях:
- Asta Sacre Congregationis (ASC) — самая основная группа документов Конгрегации, поскольку содержит копии протоколов генеральных заседаний, в ходе которых кардиналы рассматривали среди прочего проекты церковных уний и решали об отношении к ним Ватикана.
- Scritture jriginale riferite nelle Congregationi Generale (SOCG) — архивный комплекс содержит посланные в Конгрегацию оригинальные документы, проблематика которых рассматривалась на генеральных заседаниях. Находятся там письма и послания епископов, доклады папских нунциев, акты синодов, мнения консультантов по делам восточных церквей, проекты церковных уний относительно православных Великого княжества Литовского.
- Congreatione Particolari (Cong. Part.) — находятся документы специальных комиссий, называемых Congregationes pfrticulares. Такие комиссии создавались папами для детального изучения группой кардиналов конкретной проблемы. Значительная часть материалов касается унийных проектов в XVII в.
- Scriturre riferite nei Congressi: Moskovia, Polonia, Ruteni (SC Mosc. Pol. Rut) — материалы, которые из-за их незначительности не рассматривались на генеральных конференциях, только на еженедельных совещаниях кардиналов, префекта Конгрегации и секретаря. Это письма епископов, нунциев, светских сановников.

Документы, касающиеся Великого княжества Литовского, хранятся также в Ватиканском архиве, основанном папой Павлом V в Ватиканском дворце. Это главный архив Ватикана.
Группа Nunziatura di Polonia содержит письма и отчеты папских нунциев, а также их реестры, составленные в Государственном секретариате. Эти материалы собирались в апостольской столице. Группа документов Nunziature Diverse содержит копии инструкций, распоряжений и приказов, которые высылались нунциям и другим, зависимым от Ватикана лицам. Также там материалы разных нунциатурий.
Третьим собранием рукописных источников являются фонды Ватиканской библиотеки, особенно группа документов Barberiniani Latini i Chigi. Это материалы представителей родов Барберини и Хиджи, которые в XVII в. занимали высокие должности в Римской курии. Там находятся письма папских нунциев, польских королей, князей, епископов, костельных и светских чиновников. Это собрание, как частное, начал кардинал Франциск Барберини (1597—1679), в 1902 его купил папа Лев XIII и включил в фонд библиотеки. Коллекция Хиджи находится в фондах с 1923.
Значительная часть означенных источников вышла в издательских сериях Annalalecta Ordinis S. Basili Magni в Риме. Там даны основные документы по истории православной и униатской церквей на территории Беларуси XVII—XVIII вв. Большинство материалов ватиканских архивов, касающихся унии в Речи Посполитой, издана Католическим университетом св. Климентия в Риме в рамках издательской серии Monumenta Ucrainae Historica. Пополнением главных издательских серий стали публикации источников по истории православной и униатской церквей, обработанные М. Тарасевичем, Е. Рыкачевским, С. Томашевским и А. Тайнером.